# Gustav Pfizer
Gustav Pfizer, född den 29 juli 1807 i Stuttgart, död där den 19 juli 1890, var en tysk skald, bror till Paul Pfizer.
Pfizer, som var gymnasielärare i sin hemstad 1846–1872, uppträdde med samlingarna Gedichte (2 band, 1831–1835) och Dichtungen epischer und episch-lyrischer gattung (1840), i vilka han genom högstämdhet och reflexion påminner om Friedrich Schiller. 
Pfizer författade vidare bland annat dikten Der welsche und der deutsche (1844), en skildring av religiösa brytningar på 1400-talet. Han räknades till den schwabiska skaldeskolan.